# Agrocybe howeana
Agrocybe howeana är en svampart som först beskrevs av Peck, och fick sitt nu gällande namn av Rolf Singer 1951. Agrocybe howeana ingår i släktet marktofsskivlingar och familjen Strophariaceae.   Inga underarter finns listade i Catalogue of Life.